# Nugat
Nugat je zmes iz lupinastega sadja, sladkorja in kakavovega masla. Sladkor najprej pražijo do karamela, dodajo sesekljano lupinasto sadje, zgnetejo maso in dodajo kakavovo maslo.